# Coquitlam-Maillardville (circonscription britanno-colombienne)
Pour les articles homonymes, voir Coquitlam (homonymie).
Circonscription électorale provinciale du Canada
Coquitlam-Maillardville est une circonscription provinciale de la Colombie-Britannique représentée à l'Assemblée législative de la Colombie-Britannique depuis 1991.

## Géographie
En 2020, la circonscription représente une partie de la ville de Coquitlam, dont le quartier francophone de Maillardville.
À la suite de la redistribution de 2021, la circonscription inclut la majorité du territoire de la ville de Coquitlam, à l'exception du Coquitlam Town Centre (en)  et de Westwood Plateau (en), ainsi qu'une petite partie au nord-ouest qui revient à la circonscription de Port Moody-Coquitlam. Coquitlam-Mallardville est bordée au nord par la North Road et la rivière Brunette, à l'ouest Braid Street, au sud par le fleuve Fraser, ainsi que par la Coquitlam (en), la Westwood Street et la Kingsway Avenue à l'est.

## Liste des députés
| Législature                                                      | Années                                                           | Député                                                           | Député                                                           | Parti                                                            |
| Coquitlam-Maillardville Circonscription issue de Coquitlam-Moody | Coquitlam-Maillardville Circonscription issue de Coquitlam-Moody | Coquitlam-Maillardville Circonscription issue de Coquitlam-Moody | Coquitlam-Maillardville Circonscription issue de Coquitlam-Moody | Coquitlam-Maillardville Circonscription issue de Coquitlam-Moody |
| ---------------------------------------------------------------- | ---------------------------------------------------------------- | ---------------------------------------------------------------- | ---------------------------------------------------------------- | ---------------------------------------------------------------- |
| 35e                                                              | 1991–1996                                                        |                                                                  | John Cashore (en)                                                | Néo-démocrate                                                    |
| 36e                                                              | 1996–2001                                                        |                                                                  | John Cashore (en)                                                | Néo-démocrate                                                    |
| 37e                                                              | 2001–2005                                                        |                                                                  | Richard Stewart (en)                                             | Libéral                                                          |
| 38e                                                              | 2005–2009                                                        |                                                                  | Diane Thorne                                                     | Néo-démocrate                                                    |
| 39e                                                              | 2009–2013                                                        |                                                                  | Diane Thorne                                                     | Néo-démocrate                                                    |
| 40e                                                              | 2013–2017                                                        |                                                                  | Selina Robinson (en)                                             | Néo-démocrate                                                    |
| 41e                                                              | 2017–2020                                                        |                                                                  | Selina Robinson (en)                                             | Néo-démocrate                                                    |
| 42e                                                              | 2020–2024                                                        |                                                                  | Selina Robinson (en)                                             | Néo-démocrate                                                    |
| 42e                                                              | mars-oct. 2024                                                   |                                                                  | Selina Robinson (en)                                             | Indépendante                                                     |
| 43e                                                              | 2024–en cours                                                    |                                                                  | Jennifer Blatherwick (en)                                        | Néo-démocrate                                                    |

## Résultats électoraux

Frontière de la circonscription en 2015.
Frontière de la circonscription en 2023.